# Parentesi di Iverson
In matematica e in programmazione le parentesi di Iverson riguardano una notazione che consente di associare ad una proposizione un valore binario. È definita nel modo seguente:
{\displaystyle [P]=\left\{{\begin{matrix}1&{\text{se}}\ P\ {\text{è vero}}\\0&{\text{altrimenti}}\end{matrix}}\right.}
dove P rappresenta una proposizione o una relazione.
Ad esempio queste parentesi consentono di definire la delta di Kronecker come
{\displaystyle \delta _{ij}=[i=j]~{\text{ per }}i,j{\text{ interi arbitrari}}} .
Anzi, le parentesi di Iverson possono considerarsi una notazione che generalizza la delta di Kronecker.
Questa notazione è stata introdotta da Kenneth Iverson nel linguaggio APL e di essa fanno largo uso testi sugli algoritmi come "Matematica Discreta" (Concrete Mathematics) di Graham, Donald Knuth e Patashnik.
Le parentesi di Iverson risultano particolarmente utili per semplificare alcune somme e alcuni integrali specifici; ad esempio 
{\displaystyle \sum _{0\leq i\leq 10}i^{2}=\sum _{i}i^{2}\cdot [0\leq i\leq 10]} ;
infatti se i è strettamente minore di 0 o strettamente maggiore di 10, il sommando del secondo membro vale 0 e non porta contributo alla somma complessiva. Le parentesi di Iverson consentono di formalizzare in modo preciso molte considerazioni su calcoli nel discreto e facilitano la manipolazione di varie espressioni che si incontrano nello studio di procedimenti di calcolo.